# Второе правительство Филиппа
Второе правительство Филиппа — сорок первое правительство Франции периода Пятой республики, сформированное 21 июня 2017 года под председательством Эдуара Филиппа, который был повторно назначен премьер-министром 19 июня 2017 года.

## Предыстория
11 и 18 июня 2017 года состоялись два тура парламентских выборов, по итогам которых убедительную победу одержал блок президентской партии «Вперёд, Республика!» и Демократического движения, получивший абсолютное большинство мест в Национальном собрании.

## Формирование
19 июня 2017 года Эдуар Филипп объявил об отставке своего первого правительства, и в этот же день президент Макрон поручил ему сформировать новое правительство к 18.00 21 июня. В этот же день министр сплочения территорий в первом правительстве Филиппа Ришар Ферран принял предложение возглавить в новом составе Национального собрания фракцию президентской партии.
21 июня 2017 года министр юстиции в первом правительстве Филиппа Франсуа Байру и госсекретарь по европейским делам в том же правительстве Мариэль де Сарнез — единственные представители Демократического движения в кабинете, отказались войти в новое правительство на фоне разворачивающегося вокруг их партии скандала из-за обвинений в фиктивном найме евродепутатами парламентских помощников (20 июня аналогичный шаг предприняла министр вооружённых сил Сильви Гулар, в прошлом также являвшаяся евродепутатом от ДД).
21 июня 2017 года сформировано второе правительство Эдуара Филиппа.

## Вотум доверия
4 июля 2017 года Эдуар Филипп выступил с программной речью перед парламентариями. В частности, в области здравоохранения он объявил о планах увеличить количество обязательных прививок для детей с нынешних трёх (от дифтерии, столбняка и полиомиелита) до одиннадцати (в том числе предполагается со следующего года сделать обязательными прививки от гепатита Б, коклюша и кори, которые на данный момент считаются лишь рекомендуемыми). Кроме того, в целях борьбы с табакокурением цену пачки сигарет планируется увеличить с 7 евро до 10. Филипп пообещал также представить парламенту в 2018 году заявку на финансирование системы правосудия в течение пяти лет, предполагающую в числе прочего увеличение на 15 тыс. заключённых вместимости пенитенциарной системы. В финансовой области правительство предлагает снижение налогов на жильё, повышение взносов по единому социальному страхованию (CSG), реформу налога на имущество (ISF).
Вечером 4 июля Национальное собрание проголосовало за доверие правительству большинством 370 голосов против 67 при 129 воздержавшихся.

## Изменения в составе

### 2017 год
31 октября 2017 года Политическое бюро партии «Республиканцы» приняло решение об исключении из партии лиц, вошедших в действующее правительство — Эдуара Филиппа, Жеральда Дарманена и Себастьяна Лекорню.
24 ноября 2017 года госсекретарь при министре экономики и финансов Бенжамен Гриво перемещён в кресло официального представителя правительства, освобождённое Кристофом Кастанером. В свою очередь, Дельфин Жени-Стефан сменила Гриво в его прежней должности, а Оливье Дюссо получил новый портфель — госсекретаря по делам государственной службы при министре государственных счетов.
25 ноября 2017 года Дарманен и Лекорню объявили о вступлении в президентскую партию «Вперёд, Республика!».

### 2018 год
8 марта 2018 года Жан-Ив Ле Дриан объявил о выходе из Социалистической партии.
4 сентября 2018 года Франсуа де Рюжи получил портфель министра комплексных экологических преобразований после неожиданной отставки Николя Юло, а Роксана Марасиняну заменила в кресле министра спорта ушедшую в отставку Лору Флессель.
В ночь на 3 октября 2018 года президент Макрон принял отставку министра внутренних дел Жерара Коллона, и утром премьер-министр Филипп официально начал исполнять обязанности министра.
16 октября 2018 года объявлено о новых назначениях в правительстве, результатом которых стало увеличение общего количества членов кабинета с 32 до 35. Наиболее важными кадровыми решениями стали назначения соратника президента Макрона и лидера правящей партии Кристофа Кастанера министром внутренних дел (правда, в отличие от его предшественника Жерара Коллона — не в ранге государственного министра) и парламентария Франка Ристера — министром культуры.

### 2019 год
25 января 2019 года один из активных участников создания партии «Вперёд,Республика», депутат Национального собрания Адриян Таке назначен государственным секретарём по защите детства при министре солидарности и здравоохранения Аньез Бузин.
27 марта 2019 года вечером администрация президента Франции официально объявила о выходе из правительства министра по европейским делам Натали Луазо, а также двух госсекретарей — официального представителя правительства Бенжамена Гриво и ответственного за цифровую экономику Мунира Махжуби (первая возглавила партийный список на предстоящих 26 мая выборах в Европейский парламент, вторые должны заняться подготовкой к муниципальным выборам в Париже).
31 марта 2019 года взамен выбывших членов кабинета в него вошли новые: Седрик О (на место Махжуби), Амели де Моншален (вместо Луазо, но в должности госсекретаря), Сибет Ндиайе (госсекретарь при премьер-министре, официальный представитель правительства).
16 июля 2019 года ушёл в отставку министр комплексных экологических преобразований Франсуа Де Рюжи после обвинений сайта Mediapart в чрезмерных тратах государственных средств на личные нужды. В тот же день новым министром назначена Элизабет Борн, сохранившая и должность ответственного министра транспорта (ранг государственного министра она не получила).
3 сентября 2019 года верховный комиссар по пенсионной реформе Жан-Поль Делевуа включён в состав правительства с подчинением министру здравоохранения Аньез Бузин, а бывший пилот Жан-Батист Джеббари — государственным секретарём транспорта при министре экологии Элизабет Борн.
16 декабря 2019 года Делевуа ушёл в отставку по собственной инициативе после обнаружения нескольких неточностей в его декларации об имущественном и финансовом положении, направленной в Верховное управление транспарентности общественной жизни.
18 декабря 2019 года Лоран Пьетрашевски возглавил осуществление пенсионной реформы в должности государственного секретаря при министре здравоохранения и солидарности.

### 2020 год
16 февраля 2020 года Аньез Бузин ушла в отставку, и в этот же день новым министром солидарности и здравоохранения назначен Оливье Веран.

## Состав правительства
| Должность | Имя                   | Партия      | Примечания                                                                                             |
| --- | --------------------- | ----------- | --- |
| Государственный министр, министр внутренних дел                                                                                  | Эдуар Филипп          |             | И. о. 3-16 октября 2018                                                                                |
| Государственный министр, министр внутренних дел                                                                                  | Жерар Коллон          | СП          | До 3 октября 2018                                                                                      |
| Министр внутренних дел | Кристоф Кастанер      | ВР          | C 16 октября 2018                                                                                      |
| Государственный министр, министр комплексных экологических преобразований                                                        | Франсуа де Рюжи       | ВР          | С 4 сентября 2018 по 16 июля 2019                                                                      |
| Государственный министр, министр комплексных экологических преобразований                                                        | Николя Юло            | Независимый | До 4 сентября 2018                                                                                     |
| Министр комплексных экологических преобразований                                                                                 | Элизабет Борн         | ВР          | С 16 июля 2019                                                                                         |
| Хранитель печатей, министр юстиции                                                                                               | Николь Беллубэ        | РЛ          | |
| Министр Вооружённых сил | Флоранс Парли         | СП          | |
| Министр европейских и иностранных дел                                                                                            | Жан-Ив Дриан          | Независимый | До 8 марта 2018 года представлял Социалистическую партию.                                              |
| Министр развития территорий | Жаклин Гуро           | ДД          | С 16 октября 2018                                                                                      |
| Министр развития территорий | Жак Мезар             | РЛП         | До 16 октября 2018                                                                                     |
| Министр солидарности и здравоохранения                                                                                           | Оливье Веран          | ВР          | С 16 февраля 2020                                                                                      |
| Министр солидарности и здравоохранения                                                                                           | Аньез Бузин           | Независимая | До 16 февраля 2020                                                                                     |
| Министр культуры | Франк Ристер          | Д           | С 16 октября 2018                                                                                      |
| Министр культуры | Франсуаз Ниссен       | Независимая | До 16 октября 2018                                                                                     |
| Министр экономики и финансов | Брюно Ле Мэр          | ВР          | |
| Министр труда | Мюриэль Пенико        | Независимая | |
| Министр национального образования и по делам молодёжи                                                                            | Жан-Мишель Бланке     | Независимый | |
| Министр сельского хозяйства и продовольствия                                                                                     | Дидье Гийом           | СП          | С 16 октября 2018                                                                                      |
| Министр сельского хозяйства и продовольствия                                                                                     | Стефан Травер         | ВР          | До 16 октября 2018                                                                                     |
| Министр государственных счетов                                                                                                   | Жеральд Дарманен      | ВР          | До 31 октября 2017 года представлял партию «Республиканцы».                                            |
| Министр высшего образования, исследований и инновации                                                                            | Фредерик Видаль       | Независимая | |
| Министр заморских территорий | Анник Жирарден        | РЛП         | |
| Министр спорта | Роксана Марасиняну    | Независимая | С 4 сентября 2018                                                                                      |
| Министр спорта | Лора Флессель-Коловиц | Независимая | До 4 сентября 2018                                                                                     |
| Ответственный министр местного самоуправления при министре развития территорий                                                   | Себастьян Лекорню     | ВР          | С 16 октября 2018                                                                                      |
| Ответственный министр городов и жилищного хозяйства при министре развития территорий                                             | Жюльен Денорманди     | ВР          | С 16 октября 2018                                                                                      |
| Ответственный министр транспорта при министре комплексных экологических преобразований                                           | Элизабет Борн         | Независимая | До 16 июля 2019                                                                                        |
| Государственный секретарь транспорта при министре комплексных экологических преобразований                                       | Жан-Батист Джеббари   | ВР          | С 3 сентября 2019                                                                                      |
| Ответственный министр европейских дел при министре европейских и иностранных дел                                                 | Натали Луазо          | Независимая | До 27 марта 2019                                                                                       |
| Ответственный министр при министре внутренних дел                                                                                | Жаклин Гуро           | ДД          | До 16 октября 2018                                                                                     |
| Ответственный министр по связям с парламентом при премьер-министре                                                               | Марк Фено             | ДД          | С 16 октября 2018                                                                                      |
| Государственный секретарь по связям с парламентом                                                                                | Кристоф Кастанер      | ВР          | До 16 октября 2018                                                                                     |
| Официальный представитель правительства                                                                                          | Кристоф Кастанер      | ВР          | До 24 ноября 2017 года.                                                                                |
| Официальный представитель правительства                                                                                          | Бенжамен Гриво        | ВР          | С 24 ноября 2017 по 27 марта 2019 года.                                                                |
| Официальный представитель правительства                                                                                          | Сибет Ндиайе          | ВР          | С 31 марта 2019 года.                                                                                  |
| Государственный секретарь по европейским делам при министре европейских и иностранных дел                                        | Амели де Моншален     | ВР          | С 31 марта 2019 года.                                                                                  |
| Государственный секретарь равенства между женщинами и мужчинами                                                                  | Марлен Шьяппа         | ВР          | |
| Государственный секретарь по делам лиц с ограниченными возможностями                                                             | Софи Клюзель          | Независимая | |
| Государственный секретарь при министре солидарности и здравоохранения по защите детства                                          | Адриян Таке           | ВР          | С 25 января 2019                                                                                       |
| Государственный секретарь при министре солидарности и здравоохранения, ответственный за осуществление пенсионной реформы         | Лоран Пьетрашевски    | ВР          | С 18 декабря 2019                                                                                      |
| Верховный комиссар пенсионной реформы при министре солидарности и здравоохранения                                                | Жан-Поль Делевуа      | ВР          | С 3 сентября по 16 декабря 2019                                                                        |
| Государственный секретарь при министре внутренних дел                                                                            | Лоран Нуньес          | Независимый | С 16 октября 2018                                                                                      |
| Государственный секретарь при министре комплексных экологических преобразований                                                  | Эмманюэль Варго       | Независимая | С 16 октября 2018                                                                                      |
| Государственный секретарь при министре комплексных экологических преобразований                                                  | Себастьян Лекорню     | ВР          | Занимал должность до 16 октября 2018 года. До 31 октября 2017 года представлял партию «Республиканцы». |
| Государственный секретарь при министре комплексных экологических преобразований                                                  | Брюн Пуарсон          | ВР          | |
| Государственный секретарь при министре связей с Евросоюзом и иностранных дел                                                     | Жан-Батист Лемуан     | ВР          | |
| Государственный секретарь при министре Вооружённых сил                                                                           | Женевьева Даррьёсек   | ДД          | |
| Государственный секретарь при министре развития территорий                                                                       | Жюльен Денорманди     | ВР          | До 16 октября 2018                                                                                     |
| Государственный секретарь по вопросам цифровой экономики при министре экономики и финансов и при министре государственных счетов | Седрик О              | ВР          | С 31 марта 2019.                                                                                       |
| Государственный секретарь цифровой экономики                                                                                     | Мунир Махжуби         | ВР          | До 16 октября 2018.                                                                                    |
| Государственный секретарь при министре экономики и финансов                                                                      | Мунир Махжуби         | ВР          | Отвечал за сферу цифровой экономики с 16 октября 2018 по 27 марта 2019.                                |
| Государственный секретарь при министре экономики и финансов                                                                      | Аньес Панье-Рюнаше    | ВР          | С 16 октября 2018                                                                                      |
| Государственный секретарь при министре экономики и финансов                                                                      | Дельфин Жени-Стефан   | Независимая | 24 ноября 2017 года — 16 октября 2018                                                                  |
| Государственный секретарь при министре экономики и финансов                                                                      | Бенжамен Гриво        | ВР          | До 24 ноября 2017 года                                                                                 |
| Государственный секретарь по делам государственной службы при министре государственных счетов                                    | Оливье Дюссо          | СП          | С 24 ноября 2017 года                                                                                  |
| Государственный секретарь при министре национального образования                                                                 | Габриэль Атталь       | ВР          | С 16 октября 2018 года                                                                                 |
| Государственный секретарь при министре здравоохранения                                                                           | Кристель Дюбо         | ВР          | С 16 октября 2018 года                                                                                 |

## История

### 2017 год
27 июля министр экономики и финансов Брюно Ле Мэр объявил о временной национализации французского подразделения судостроительной корпорации STX ввиду финансовых трудностей и конфликта с итальянским акционером — компанией Fincantieri.
16 августа сайт Mediapart обвинил государственного секретаря экологии Себастьяна Лекорню и министра государственных счетов Жеральда Дарманена в коррупции, поскольку, по утверждению сайта, оба провели отпуск на Корсике, на вилле активиста местных сепаратистов Жильбера Казановы, в прошлом осуждённого за торговлю наркотиками. В тот же день оба чиновника обвинили журналистов в диффамации (по сведениям префектуры Корсики, в действительности владелица виллы давно разорвала все отношения с Казановой, а адвокат последнего заявила, что её доверитель уплатил свой долг обществу, а новые обвинения ему не предъявлялись).
31 августа премьер-министр Эдуар Филипп и министр труда Мюриэль Пенико раскрыли на пресс-конференции основное содержание пяти направлений реформы трудового кодекса Фракции. В числе предлагаемых мер — облегчение условий заключения трудовых соглашений с работниками для сверхмалых, а также для малых и средних предприятий. Для облегчения переговоров между менеджментом и трудовыми коллективами предприятий с численностью занятых более 50 человек предполагается создать единый Социально-экономический комитет, призванный заменить существующие структуры: Комитет по проблемам предпринимательства, Комитет по вопросам гигиены, безопасности и условий труда, а также институт представителей трудящихся.
15 сентября газета Le Monde сообщила, что министр финансов Брюно Ле Мэр добился поддержки от Австрии, Словении, Греции и Болгарии французской инициативы о введении налогообложения GAFA (Google, Apple, Facebook, Amazon) отдельно в каждой стране Евросоюза соответственно объёму выручки указанных компаний (при этом Австрия и Болгария в 2018 году будут поочерёдно по шесть месяцев председательствовать в ЕС).
30 октября правительство представило на совместной пресс-конференции Эдуара Филиппа, министра высшего образования Фредерики Видаль и министра национального образования Жана-Мишеля Бланке так называемый Plan étudiant, во многом изменяющий систему отбора бакалавров, желающих продолжить образование (подлежат отмене элементы жеребьёвки и, по словам Эдуара Филиппа, государство не будет отказывать, а будет говорить в большинстве случаев либо «да», либо «да, если»).
10 декабря во втором туре местных выборов на Корсике 56,5 % голосов получила националистическая коалиция во главе с приверженцем автономизации Жилем Симеони и сторонником независимости региона Жаном-Ги Таламони. 12 декабря Филипп поручил ответственному министру при министре внутренних дел Жаклин Гуро курирование корсиканских проблем, наделив её неофициальным титулом «мадам Корсика».
28 декабря Конституционный совет Франции одобрил налоговую реформу, которая, по замыслу правительства, должна в течение трёх лет привести к снижению налогов на жильё для 80 % французов.

### 2018 год
17 января Эдуар Филипп объявил об отказе правительства от проекта строительства аэропорта Большого Запада в Нотр-Дам-де-Ланд (департамент Атлантическая Луара), который вызывал бурные протесты общественности.
28 января прокуратура вновь открыла старое дело против министра государственных счетов Дарманена с обвинением в изнасиловании. На фоне требований его отставки правительство выразило министру поддержку.
16 февраля Эдуар Филипп объявил о расширении действия «декрета Монтебура», который ограничивает доступ иностранного капитала к предприятиям, имеющим стратегическое значение для Франции.
23 марта состоялись теракты джихадистов в Каркасоне и Требе (департамент Од, регион Окситания).
26 марта объявлена забастовка персонала государственной компании железных дорог SNCF.
14 апреля французские ВВС вместе с США и Великобританией приняли участие в ракетно-бомбовом ударе по Сирии, и 16 апреля Эдуар Филипп выступил в Национальном собрании с обоснованием этого шага.
В ночь на 15 октября из-за сильных ливней началось наводнение, вызванное резким подъёмом уровня воды в реке Од на территории бывшего региона Лангедок-Руссильон, повлекшее гибель 13 человек (этот разлив считается самым сильным на данной реке с 1891 года).
В ноябре во Франции развернулось движение «жёлтых жилетов», вызванное протестом против повышения налогов на автомобильное топливо.
4 декабря Эдуар Филипп объявил о переносе повышения налогов на шесть месяцев, пояснив, что никакие налоги не стоят угрозы единству общества.
11 декабря президент Макрон выступил с 13-минутным телевизионным обращением к нации, объявив о новых мерах, предназначенных ослабить протестное движение. Среди них названы введение чрезвычайного экономического и социального положения, повышение минимальной заработной платы с 2019 года на 100 евро в месяц, освобождение от налогов сверхурочной работы, отказ от повышения взносов на единое социальное страхование (CSG).

### 2019 год
5 и 6 февраля французские самолёты Mirage 2000 нанесли удар на севере Чада по колонне из 40 пикапов Союза сил сопротивления, ведущего боевые действия против действующего президента Идриса Деби. Тем самым началась новая французская операция в поддержку Деби в ходе гражданской войны в Чаде.
11 апреля парламент окончательно одобрил предложенный министром экономики Брюно Ле Мэром закон о развитии и преобразовании предприятий (PACTE), предусматривающий программу приватизации.
12 июня премьер-министр Филипп выступил в Национальном собрании с программной речью, объявив о «втором акте» президентства Эмманюэля Макрона — корректировке курса правительства в сторону большей социальной справедливости и решения экологических проблем.
3 июля правительство одобрило Всеобъемлющее экономическое и торговое соглашение (CETA) между Евросоюзом и Канадой (после одобрения Европарламентом в 2017 году соглашение подлежит утверждению странами-членами, голосование в Национальном собрании назначено на 17 июля).
В конце сентября государственный долг Франции превысил размер ВВП страны, достигнув цифры 2,415 триллиона евро.
11 декабря премьер-министр Филипп обнародовал основные положения разрабатываемой правительством пенсионной реформы (по его словам, крупнейшей с 1975 года). Преобразования не касаются тех, кому осталось 17 и менее лет до выхода на пенсию (то есть, родившихся до 1975 года). Пенсионный возраст сохраняется на уровне 62 лет, среди объявленных мер названы упразднение льготных пенсий и создание унифицированной пенсионной системы. Однако, с целью поощрения французов, желающих работать дольше официального пенсионного возраста, к 2027 году социальными партнёрствами (одна из принятых во Франции форм социального страхования) должна быть разработана система бонус-малусов, фиксирующая для её участников выход на пенсию большего размера в 64 года (так называемый «возраст баланса»). Подготовка реформы вызвала протестное движение, наиболее ощутимым проявлением которого стала начавшаяся 5 декабря забастовка персонала государственной компании железнодорожного транспорта SNCF и муниципальной компании парижского городского транспорта RATP.

### 2020 год
11 января премьер-министр Филипп в рамках готовящегося законопроекта о пенсионной реформе на фоне массовых протестов профсоюзов отказался от добровольного установления возраста выхода на пенсию на уровне 64 лет, предложив социальным партнёрствам в письме к ним найти к апрелю другой способ балансирования счетов к 2027 году.
17 марта по всей территории Франции впервые в истории страны решением президента Макрона введён режим самоизоляции граждан с целью воспрепятствования распространению коронавирусной инфекции COVID-19.
13 апреля Макрон объявил о продлении режима самоизоляции, изначально установленного на срок до 15 апреля, ещё на четыре недели — до 11 мая.
28 апреля премьер-министр Филипп огласил в Национальном собрании подготовленный правительством план постепенного выхода страны из особого противоэпидемического режима с 11 мая. Проект предусматривает возобновление занятий в учебных заведениях, а также возобновление деятельности учреждений, предприятий и транспорта при соблюдении трёх принципов: «Защищать, тестировать, изолировать», предполагающих сохранение чрезвычайных санитарных мер (в частности, ношение медицинских масок в общественном транспорте является обязательным, а любые общественные, спортивные и религиозные мероприятия численностью более десяти участников до конца месяца по-прежнему запрещены). В тот же день план правительства одобрило Национальное собрание большинством в 368 голосов (100 депутатов проголосовали «против», 103 воздержались). Однако, Сенат, где доминируют Республиканцы, 4 мая отказал в поддержке: 89 сенаторов проголосовали «против», 81 — «за», 174 воздержались.
Все департаменты Франции разделены по степени эпидемической угрозы на три категории, при этом практически весь северо-восточный сектор страны оказался в «красной зоне», где режим ограничений наиболее строг и после 11 мая будет отменяться позже, чем в других регионах.
28 мая премьер-министр Филипп объявил о начале 2 июня второй фазы снятия ограничительных мер, предполагающей открытие учебных заведений, ресторанов, кинотеатров и спортивных залов при сохранении более строгого режима в «оранжевых» зонах эпидемической опасности — в регионе Иль-де-Франс и в заморских территориях Гвиана и Майотта.